# Секуличі (Озаль)
45°44′ пн. ш. 15°18′ сх. д. / 45.73° пн. ш. 15.30° сх. д.
Секуличі (хорв. Sekulići) — населений пункт у Хорватії, в Карловацькій жупанії у складі міста Озаль.

## Населення
Населення за даними перепису 2011 року становило 4 осіб.
Динаміка чисельності населення поселення: